# Морський тарган солонуватоводний
Морський тарган солонуватоводний (Saduria entomon) — бентична ізопода з родини Chaetiliidae. Поширені вздовж берегів Північного Льодовитого океану і півночі Тихого океану. Також мешкають в солонуватому Балтійському морі, де відзначається як льодовиковий релікт. Також морські таргани представлені в великій кількості в озерах Північної Європи, таких як Ладога, Венерн і Веттерн. Відзначені як вид-вселенець в Чорному морі.
Морські таргани — найбільші ракоподібні Балтійського моря. Найбільші екземпляри зафіксовано на глибині Ботнічної затоки. Це хижий вид, що живиться донними тваринами, такими як Monoporeia affinis. Крім того, для них властивий канібалізм і некрофагія.